# Yurika Misumaru
Yurika Misumaru (御統 ユリカ?, Misumaru Yurika) è un personaggio immaginario della serie manga e anime Mobile Battleship Nadesico creata da Kia Asamiya.

## Il personaggio
La ventenne Yurika è il capitano dell'astronave ND-001 Nadesico, caratterizzata da una certa sbadataggine. Nonostante la sua goffaggine, Yurika è altamente qualificata per la posizione che occupa, avendo ottenuto un punteggio ottimo sui simulatori, a differenza dei suoi colleghi. Suo padre è un ammiraglio della UEAF (United Earth Allied Forces). Come Akito Tenkawa, che lei adora, Yurika è nata su Marte, che però ha lasciato dieci anni prima che la guerra cominciasse nel 2195. Da quel momento ha sempre nutrito sentimenti per Akito, suo amico di infanzia.
Oltre a tentare di attirare le attenzioni di Akito, Yurika riesce a fare una buona mossa a beneficio della Nadesico di tanto in tanto, benché in più occasioni il suo comportamento abbia messo l'equipaggio in pericolo. Verso la fine della serie, Yurika comincia a diventare un otaku di Gekiganger 3. A causa della relazione di Megumi Reinard con Akito, lei e Yurika possono essere considerate rivali, nonostante il capitano Yurika sia per la maggior parte del tempo attenta alle esigenze del suo equipaggio, ed amichevole verso di loro.
Alla fine Yurika ed Akito dopo il termine della serie si sposano, come viene mostrato nel film Mobile Battleship Nadesico the Movie - Il principe delle tenebre.

## Doppiatori
In Mobile Battleship Nadesico, Yurika Misumaru è doppiata in giapponese da Hōko Kuwashima, in inglese da Jennifer K. Earhart, in spagnolo da Adriana Rodriguez, in portoghese da Raquel Marinho mentre in italiano da Federica De Bortoli nella serie e da Silvana Fantini nel film.

## Apparizioni
- Mobile Battleship Nadesico (1997) - Manga
- Mobile Battleship Nadesico (1996-1997) - Serie TV Anime
- Mobile Battleship Nadesico the Movie - Il principe delle tenebre (1988) - Film

## Accoglienza
Yurika ha ricevuto il premio Anime Grand Prix della rivista Animage come miglior personaggio femminile del 1996 e 1998, classificandosi rispettivamente all'ottavo e al sesto posto. Retrospettivamente, la rivista Famitsū l'ha classificata come la ventiduesima eroina più famosa degli anime degli anni '90.